# Bobby and the Midnites
 (mars 2008).
 (mars 2008).
Pour les articles homonymes, voir Midnite (homonymie).
Bobby and the Midnites est un groupe de rock mené par Bob Weir de 1978 à 1984. C'est le projet principal de Bob Weir (des Grateful Dead) au début des années 1980. 
Le groupe, connu pour ses concerts, sort deux albums. Avec une section rythmique faite par le vétéran de jazz Billy Cobham et Alphonso Johnson, Bobby and the Midnites joue un « rock progressif», qui aboutit à une fusion avec le jazz par l'usage de saxophones.

## Histoire
En 1978, Bob Weir mène un projet « transversal » , — parallèlement à sa participation au Grateful Dead — appelé « Bob Weir Band »,  pour plusieurs concerts, avec le guitariste et chanteur Bobby Cochran (en), et Brent Mydland aux claviers .
Matthew Kelly joue de la guitare, de l'harmonica et des congas. Il a pratiqué avec Bob Weir dans Kingfish. Ce groupe a été fondé par Dave Torbert en 1973, et Bob Weir y a joué de 1974 à 1976.
Le bassiste Tim Bogert rejoint le groupe. Il avait participé à Vanilla Fudge et Beck, Bogert and Appice.
La batterie est tenue par Billy Cobham. Jazzman, il a performé avec Miles Davis, puis le Mahavishnu Orchestra.
Bobby and the Midnites présente publiquement pour la première fois au Golden Bear (en) (club de nuit) à Huntington Beach en Californie, le 30 juin 1980. Début 1981, Alphonso Johnson remplace Tim Bogert à la basse. Il a joué dans le Weather Report, et avec Billy Cobham au CBS All-Stars. Cette configuration légèrement revisitée du groupe enregistre le premier album sous ce nom.
Bobby and the Midnites ne donna pas de concert jusqu'à l'année suivante. 
Brent Mydland et Matthew Kelly font partie de la formation avec Dave Garland qui s'est joint au groupe. Dave Garland chante et joue des claviers et du saxophone ténor. En janvier 1982, le groupe joue en concert quand le Grateful Dead n'est pas en tournée. Une vidéo de concert sort en 1991.
En mars 1983, changement de musicien : Kenny Gradney (en), venant de Little Feat, remplace Johnson à la basse. En 1984, sort un 2e album studio. Le dernier concert de Bobby and the Midnites a lieu au Rio, à New York, le 30 septembre 1984.

## Répertoire
- Ain't That Peculiar (Warren Moore;William Robinson; Robert Rogers; Marv Tarplin)
- All I Need Is Time (Bud Reneau)
- Aquarian Dream
- Around And Around (Chuck Berry)
- Bahama Mama (Alphonso Johnson)
- Bed Time
- Big Iron (Marty Robbins)
- Bombs Away (John Perry Barlow; Bob Weir)
- Book of Rules (Barry Llewellyn; Harry Johnson)
- Brother (Bill Carmine Appice; Tim Bogert; Rusty Day; Jim McCarty)
- Bye And Bye
- C C Rider (Gertrude "Ma" Rainey)
- Carry Me (Bob Weir)
- City Girls (Bob Weir; Gerrit Graham)
- Dance On, Baby (Tim Bogert; Steve Perry)
- Easy To Slip (Lowell George; Martin Kibbee)
- Falling (John Perry Barlow; Jeff Baxter; Kenny Gradney; Bob Weir)
- Far Away (Bobby Cochran; Bob Weir; Matthew Kelly)
- Festival (Bob Weir)
- Gloria Monday (John Perry Barlow; Jeff Baxter; Bob Weir)
- Haze (Bobby Cochran; Matthew Kelly; Mohawk; Brent Mydland; Shaw; Bob Weir)
- Heaven Help The Fool (Bob Weir; John Perry Barlow)
- I Can't Get No Satisfaction (Keith Richards; Mick Jagger)
- I Found Love (Don Preston)
- (I Want to) Fly Away (John Perry Barlow; Bob Weir)
- (I Want to Live in) America (John Perry Barlow; Bobby Cochrane; Gerrit Graham; Bob Weir)
- I'll Be Doggone
- Johnny B Goode (Chuck Berry)
- Josephine (Bob Weir)
- Juke (Walter Jacobs)
- Laughing At Me
- Lazy Lightning (John Perry Barlow; Bob Weir)
- Lifeguard (Peter Beckett; Dennis Lambert)
- Lifeline (Rod Roddy; Leon Medica; F. Frederiksen; Tony Haselden)
- Little Junkie Girl
- Little Red Rooster (Willie Dixon)
- Man Smart, Woman Smarter (Norman Span)
- Me, Without You (John Perry Barlow; Alphonso Johnson)
- Milk Cow Blues
- Mona (Bo Diddley; Ellas McDaniel)
- New Minglewood Blues (Noah Lewis)
- One More Saturday Night (Bob Weir)
- Poison Ivy
- Promised Land (Chuck Berry)
- Rock in the '80s (Bobby Cochrane)
- Salt Lake City (Bob Weir; John Perry Barlow)
- Shade Of Grey (Bob Weir; John Perry Barlow)
- She's Gonna Win Your Heart (Billy Burnette; Mentor Williams)
- Sitting In Limbo (Jimmy Cliff; Guilly Bright)
- Supplication (John Perry Barlow; Bob Weir)
- This Time Forever (John Perry Barlow; Bob Weir)
- Thunder and Lightning (Bobby Cochrane; Bob Weir)
- Too Many Losers (Bobby Cochrane; Bob Weir)
- Try That
- Turn Out The Lights
- Victim Or The Crime (Gerrit Graham; Bob Weir)
- Wang Dang Doodle (Willie Dixon)
- Where the Beat Meets the Street (Nicky Chinn; Steve Glen)
- The Winners (Rudyard Kipling; Bob Weir)
- Wrong Way Feelin' (John Perry Barlow; Bob Weir)
- Young Blood (Jerry Leiber; Doc Pomus; Mike Stoller)

## Discographie

### Albums
- Bobby & the Midnites (1981)
- Where the Beat Meets the Street (1984)

### 45 tours
- "Too Many Losers" / "Haze" (1981)

### Vidéo de concert
- Bobby & the Midnites (1991)